# Albert Segura i Arcas
Albert Segura i Arcas (Barcelona, 1982) és un periodista català. Ha sigut corresponsal a l’estranger i presentador de ràdio. Actualment treballa a Televisió de Catalunya com a director de documentals al programa Sense ficció.

## Biografia
Llicenciat en periodisme a la Universitat Ramon Llull. Va completar els seus estudis estudiant dos postgraus a la UAB i a la London School of Economics. Durant deu anys va ser el corresponsal a Brussel·les i París de l’emissora RAC1, de 8aldia amb Josep Cuní i del diari El Punt Avui. Posteriorment, el 2017 fou nomenat sotsdirector de l'Agència Catalana de Notícies.
Entre 2017 i 2020 va presentar el programa Solidaris, a Catalunya Ràdio. A la mateixa cadena, presentà durant cinc temporades les edicions en dies festius i vacances d'El Matí de Catalunya Ràdio, durant les etapes de Mònica Terribas i Laura Rosel, i entre 2020 i 2023 fou el sotsdirector del programa.
El 2018 es va incorporar a l'equip del Sense Ficció. Com a director de documentals, ha dirigit els documentals Altsasu, ferides obertes (2019) i Presumptes culpables (2022), sobre el procés de pau basc després de la dissolució d’ETA i l’empresonament de vuit joves per una baralla amb guàrdies civils. També és autor d’El mirall andorrà (2020), sobre el dret a l'avortament a Andorra, d’Atrapades entre dos mons (2023, 19,2%), que denuncia la violència i opressió que pateixen catalanes d’origen musulmà, i de Porca misèria (2024), sobre l’impacte de les macrogranges catalanes i el consum del porc per a la salut i el canvi climàtic.
Com a periodista, també ha col·laborat amb mitjans com El Periódico, El Mundo, El9nou, RNE, France 24 o Tv5 Monde.

## Premis i reconeixements
- 2019 - Premi Mussol atorgat per l'Ajuntament de Sant Quirze del Vallès.[10]
- 2010 - Premi Veus i Drets Humans 2019 del Festival de Cinema i Drets Humans de Barcelona (pel programa Solidaris)[11]